# ملعب دي هيردغانغ
دي هيردغانغ (بالهولندية: De Herdgang) هو منشأة تدريب في أيندهوفن، هولندا الملعب يعتبر ساحة تدريب وأكاديمية شباب لنادي آيندهوفن ويستوعب أيضًا فرق الهواة. اعتبارًا من موسم 2014-2015، يلعب نادي يونغ بي إس في مبارياته على أرضه في هذا المرفق.

## التاريخ
تم بناء الملعب في عام 1952. أصل كلمة هيردغانغ يأتي من كلمة «هيرد» التي تشير إلى قطيع من الحيوانات بينما تشير كلمة «غانغ» إلى «طريقة» أو «عملية» هولندية. في أبريل 2002، بدأ نادي أيندهوفن العمل على تجديد مرافق التدريب، تمت إضافة قاعة تدريب داخلية جديدة ومركز للياقة البدنية ومكاتب ومقصف. تم الانتهاء من أعمال البناء في أبريل 2003. بعد عدة أشهر، تم تجديد مرافق الشباب أيضًا بناء علي فكرة غوس هيدينك. نتيجة للمشاكل المالية في نادي أيندهوفن، تم تأجير الأرض إلى بلدية أيندهوفن في عام 2011. ظلت المرافق مملوكة للنادي.